# Point Leamington
Point Leamington es un pueblo canadiense situado en la provincia de Terranova y Labrador.

## Superficie
Point Leamington tiene una superficie de 26,8 km².

## Demografía
En 2021, tenía 574 habitantes, una densidad poblacional de 21,4 hab./km², y 341 viviendas.